# Zum Kripplein Christi (Bergern)

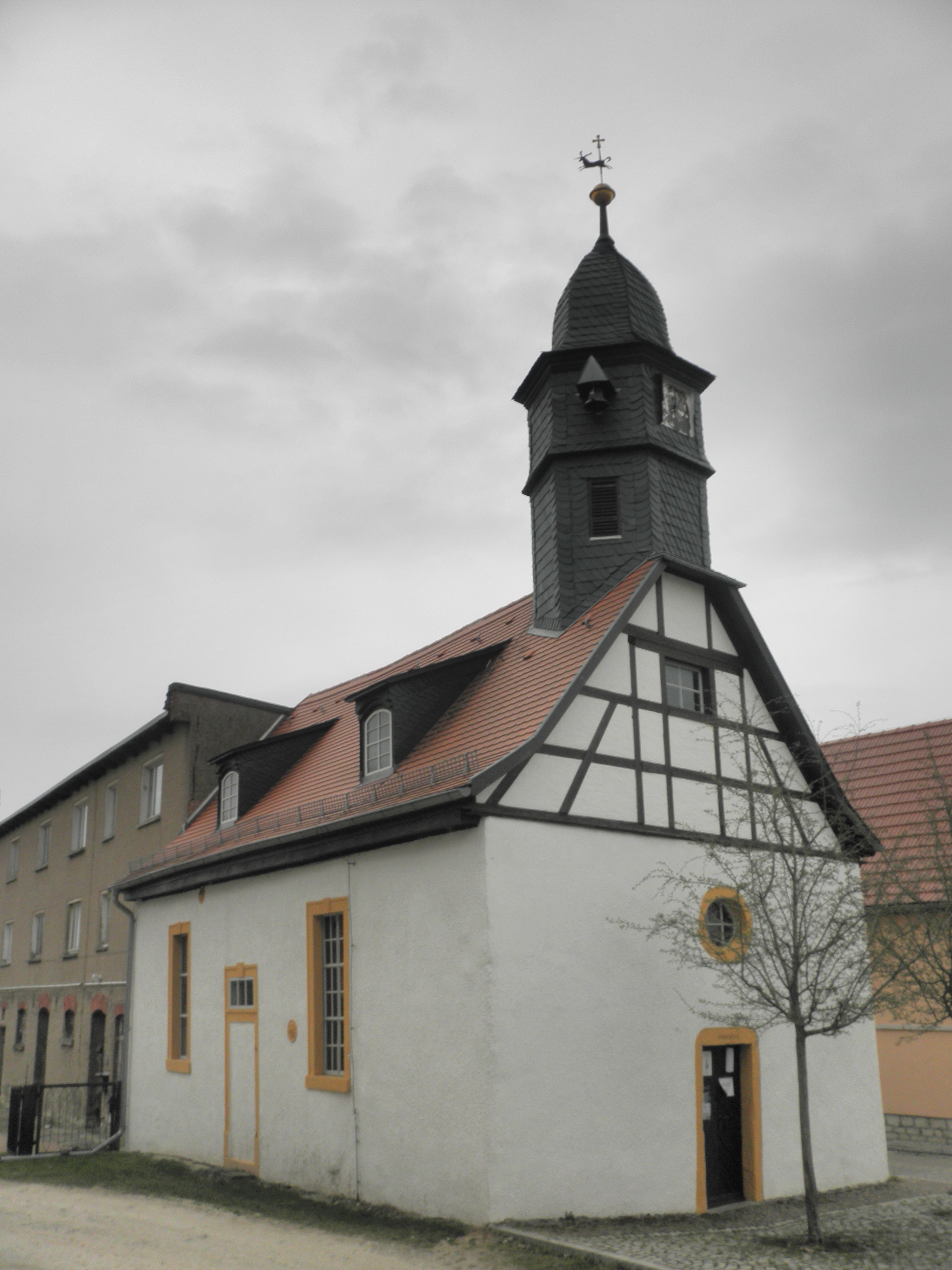
Zum Kripplein Christi

Die evangelische Dorfkirche Zum Kripplein Christi steht im Ortsteil Bergern der Stadt Bad Berka im Landkreis Weimarer Land in Thüringen. Sie gehört zur Kirchengemeinde Bad Berka im Kirchenkreis Weimar der Evangelischen Kirche in Mitteldeutschland.

## Geschichte
Die kleine Dorfkirche wurde ab 1693 in einem Schafstall des Gutes eingerichtet. Der separate Eingang für den Gutsherren wurde an der Nordseite für die Herrenloge angelegt.
Im Jahr 2008 malte der amerikanische Maler Matt Lamb mit jungen Menschen aus Bad Berka und Bergern mit finanzieller Unterstützung aus nah und fern den Innenraum der Kirche aus.

## Nutzung
Genutzt wird die Kirche vom Frühjahr bis zum Herbst für Gottesdienste und Kultur.

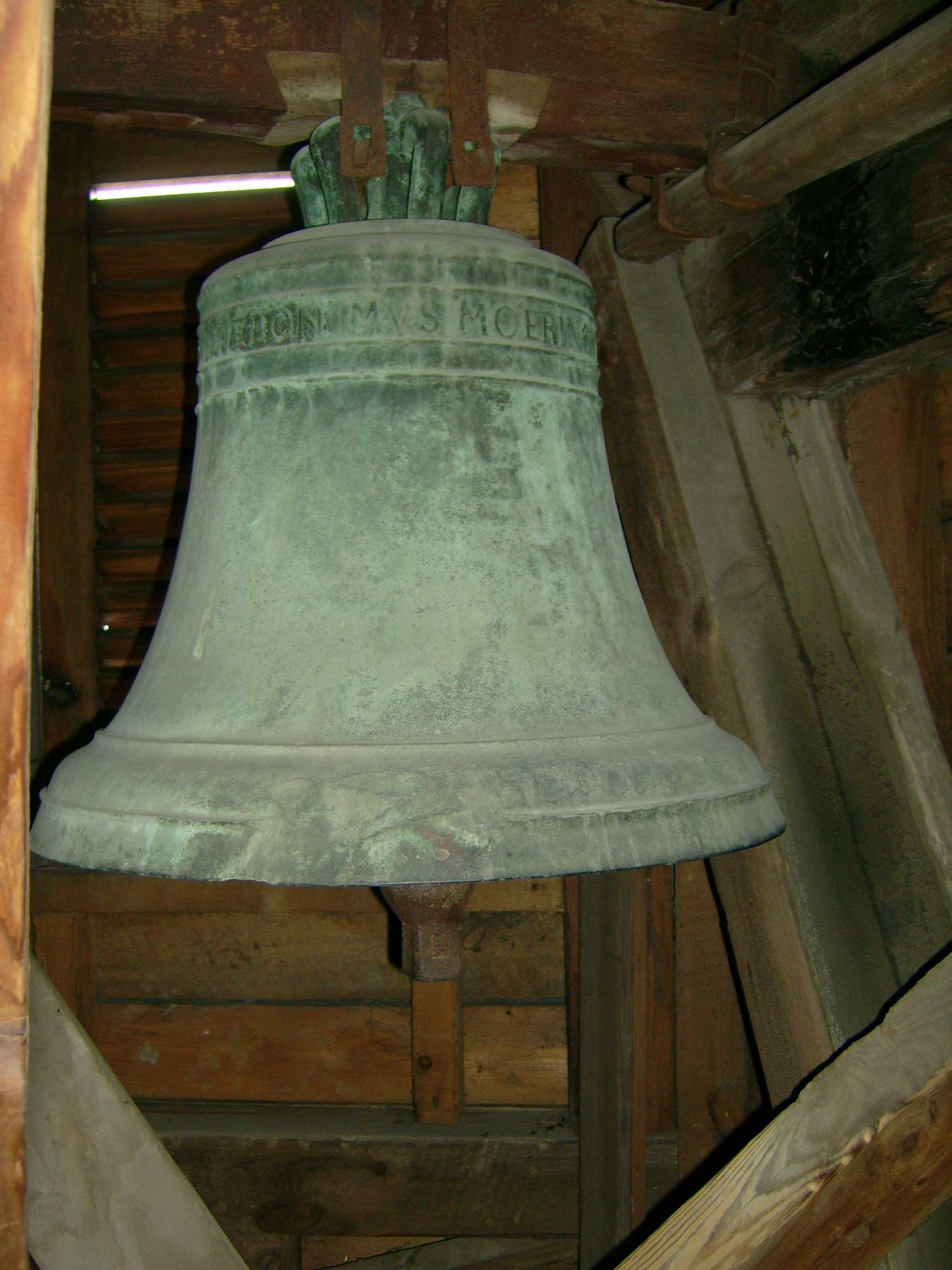
Die Moering[k]-Glocke

## Orgel
1890/91 baute Adam Eifert (Stadtilm) sein op. 68, das Großherzogin Sophie der Kirche spendete.

## Glocken
Im Kirchenschiff steht eine 1865 von der Firma Gebr. Ulrich (Apolda) gegossene Bronzeglocke, die 1982 gesprungen ist und im Pfarrhof Troistedt eingelagert wurde. 2008 kehrte sie nach Bergern zurück. Im Turm läutet eine 1612 von Hieronymus Moeringk (Erfurt) gegossene Bronzeglocke. Sie wurde ca. 1982 von einem Dachboden aus Niedergrunstedt nach Bergern überführt.